# Джумаева, Огульгельды
 Огульгельды Джумаева — советский хозяйственный, государственный и политический деятель, Герой Социалистического Труда.

## Биография
Родилась в 1913 году на территории Мервского уезда в туркменской крестьянской семье. Член ВКП(б) с 1940 года.
С 1932 года — на хозяйственной, общественной и политической работе. В 1932—1970 гг. — колхозница, инструктор в районном отделе шелководства, председатель исполкома сельского Совета, председатель колхоза имени Калинина Халачского района Чарджоуской области/Керкинского района Туркменской ССР, член ЦК КП Туркменистана.
Указом Президиума Верховного Совета СССР от 30 апреля 1966 года присвоено звание Героя Социалистического Труда с вручением ордена Ленина и золотой медали «Серп и Молот».
Избиралась депутатом Верховного Совета СССР 4-го и 5-го созывов, Верховного Совета Туркменской ССР 3-го, 6-го, 7-го и 8-го созывов.
Умерла в 1977 году в Халачском районе Чарджоуской области.